# Gola Dolna
Gola Dolna [ˈɡɔla ˈdɔlna] (tiếng Đức: Nieder Göhle) là một khu định cư ở khu hành chính của Gmina widwin, trong quận Świdwin, West Pomeranian Voivodeship, ở phía tây bắc Ba Lan. Nó nằm khoảng 5 kilômét (3 mi) về phía tây nam của Świdwin và 85 km (53 mi) về phía đông bắc của thủ đô khu vực Szczecin.
Khu định cư có dân số 40 người.